# Cataulacus pygmaeus
Cataulacus pygmaeus är en myrart som beskrevs av Andre 1890. Cataulacus pygmaeus ingår i släktet Cataulacus och familjen myror. Inga underarter finns listade.